# Luis Albornoz
Luis Albornoz fue un tirador peruano. Fue parte de la delegación de Perú en los Juegos Olímpicos de Roma 1960.

## Trayectoria
En 1934 obtuvo el primer lugar en el concurso de tiro Juan Gildemeister, el título más importante en ese deporte que existía en el Perú.
En los Juegos Bolivarianos de 1947 logró la medalla de oro en la prueba de fusil por equipos.
Participó en los Juegos Panamericanos de 1951, realizados en la ciudad de Buenos Aires, Argentina, donde logró dos medallas de plata en la modalidad de carabina 300 metros por equipos, tanto en la prueba de pie como la de tres posiciones .
Fue parte de la delegación de Perú en los Juegos Olímpicos de Roma 1960 donde participó en la prueba de rifle en tres posiciones.

## Participaciones en Juegos Olímpicos
| Torneo                | Equipo | Sede | Modalidad                           | Resultado         |
| --------------------- | ------ | ---- | ----------------------------------- | ----------------- |
| Juegos Olímpicos 1960 | Perú   | Roma | Rifle 300 metros en tres posiciones | Trigésimo tercero |